# Теймураз (цар Імереті)
Теймураз (груз. თეიმურაზ, ? — 1772) — цар Імереті (1766–1768). Син царевича Мамуки й онук царя Георгія VII.

## Життєпис
1766 року до Імереті вторглась велика турецька армія. Турки зайняли Кутаїсі, де посадили на царський престол Теймураза, двоюрідного брата царя Соломона I Великого. Після відходу турецьких військ Соломон повернув собі царський престол, а його суперник Теймураз був змушений тікати зі столиці, але боротьби не припинив. 1768 року в битві при Цхрацкаро Соломон остаточно розгромив свого двоюрідного брата, якого взяв у полон.